# 1948–1949-es magyar jégkorongbajnokság
A 12. első osztályú jégkorongbajnokságban hat csapat indult el, de Szeged csapata visszalépett. A lejátszott mérkõzései nem számítanak bele a bajnokságba. 
A mérkőzéseket 1948. december 14. és 1949. február 28. között rendezték meg a Városligeti Műjégpályán.

## OB I. 1948–1949
|    | Csapat           | M | GY | D | V | GK    | Pont |
| -- | ---------------- | - | -- | - | - | ----- | ---- |
| 1. | MTK              | 8 | 8  | 0 | 0 | 73–1  | 16   |
| 2. | Ferencvárosi TC  | 8 | 6  | 0 | 2 | 58–16 | 12   |
| 3. | BKE              | 8 | 4  | 0 | 4 | 22–40 | 8    |
| 4. | Mallerd          | 8 | 2  | 0 | 6 | –     | 4    |
| 5. | Budapesti Postás | 8 | 0  | 0 | 8 | –     | 0    |
| 6. | Szegedi Postás   | – | –  | – | – | –     | –    |

## A bajnokság végeredménye
1. MTK

2. Ferencvárosi TC

3. Budapesti Korcsolyázó Egylet

4. Mallerd

5. Budapesti Postás

## Az MTK bajnokcsapata
Barna Péter, Blaske Károly, Elek György, Helmeczi Frigyes, Hircsák István, Kenderesy Balázs, Reiner Béla, Rendi János, Szamosi Ferenc, Szeghy Ferenc